# Книги дыхания

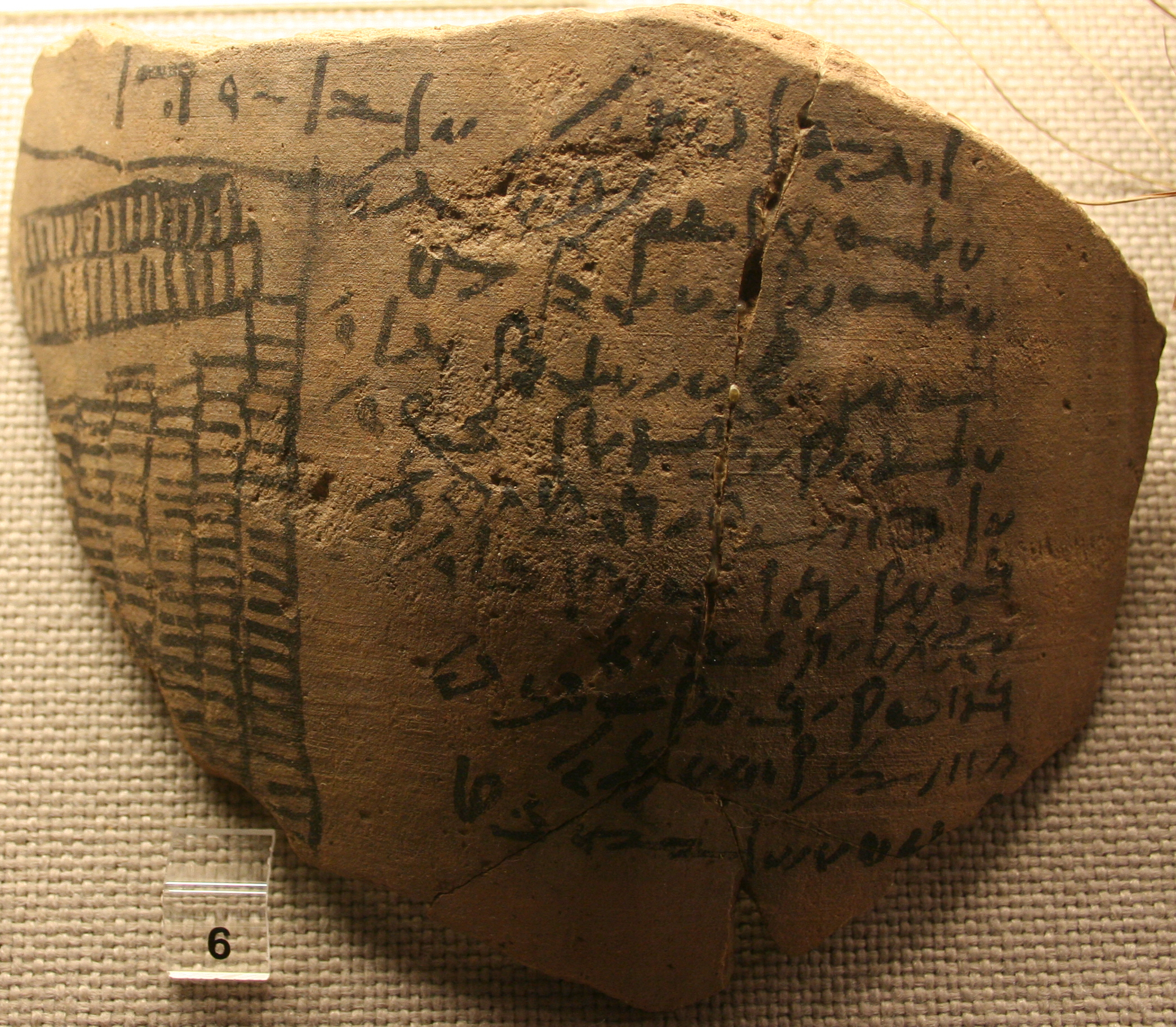
Остракон с демотической надписью сделанной в период Птолемеев.

Книги дыхания — крупнейший сборник религиозных заупокойных текстов, появившийся в фиванском Позднем периоде (XXVI династия) и просуществовавший вплоть до Римского периода.
На сегодня известны две книги дыхания: «Книга дыхания», написанная, по преданию, Исидой для её брата Осириса, и более поздняя «Вторая книга дыхания», автором которой указан Тот. Обе книги были написаны иератическим и демотическим письмом на папирусах (как в папирусе Керашера, датированном концом периода Птолемеев). Помимо папирусов были найдены и остраконы с записанными на них письменами.
Отрывки из Книг дыхания зачитывали на похоронах или похоронных церемониях поклонения, чтобы направлять и защищать умерших в загробной жизни. Эмоциональное произношение слов делало заклинание более эффективным и одновременно укрепляло веру людей в учение о воскресении, которое появилось в далёком прошлом. Согласно верованиям египтян, умерший использовал священные формулы, чтобы научиться дышать в загробном мире. Некоторые ритуальные формулы были позаимствованы из других, более древних текстов, таких как Книга мёртвых, и таких ритуальных обрядов, как церемония отверзения уст.

## Книга дыхания
Эту книгу назвали именно так, поскольку она начинается со следующих слов:
«Изначально, Книга дыхания направлена к Осирису, брату Исиды, чтобы оживить его душу, чтобы осветить и омолодить его тело…»
Также в книге присутствуют такие слова:
«Твоя неповторимость является постоянной, твоё тело прочное, твоя мумия растёт…»
У книги было также название «Дозволенное дыхание».

## Вторая книга дыхания
Во Второй книге дыхания, имеющей также другое заглавие — «Да будет процветать моё имя», содержались гимны, в которых умерший желал, чтобы его имя стало известным в номе или в городе, где он жил.
Гимны и ритуальные формулы, предназначенные для произнесения путешествующим в загробном мире, являлись своего рода руководством, направленным на воскрешение умершего при посредстве богини Нут. Вторая книга дыхания клалась под ноги или под голову покойника, таким образом текст служил амулетом